# Enrique Swayne Argote
Enrique Swayne Argote (Lambayeque, 8 de junio de 1883-Roma, 21 de noviembre de 1951) fue un empresario agrícola, diplomático y político peruano. Partidario del presidente Augusto Leguía, quien era su pariente. Fue diputado por Cañete de 1924 a 1930; y ministro Consejero de la Embajada del Perú en la Santa Sede.

## Biografía
Hijo de Enrique Swayne Mariátegui y María Isabel Argote Nieto. Su abuelo, Henry Swayne Wallace, fue un inmigrante inglés que llegó al Perú tras la independencia y se casó con una de las hijas del prócer Francisco Javier Mariátegui. Su padre, que vivió entre 1856 y 1925, se dedicó al cultivo de la caña de azúcar en la hacienda Casa Blanca, siendo uno de los que desarrollaron ese cultivo industrial en la zona norte del Perú, entre Lambayeque y La Libertad; también incursionó en la política y fue diputado nacional. Su tía, Julia Swayne y Mariátegui, fue la primera esposa de Augusto B. Leguía; por tanto, él era sobrino político de dicho presidente.
Al igual que su padre, se dedicó al comercio y las labores agrícolas. Se casó con María Isabel Ferreyros Ayulo, hija de Carlos Ferreyros, el marino que se destacara en la campaña naval de la guerra del Pacífico.
Fue cónsul en Burdeos en 1909; secretario de la Legación y Encargado de Negocios en Italia, tras el retiro de su titular, el general Andrés A. Cáceres, de 1910 a 1912. También fue secretario de la legación en Londres.
De retorno al Perú, fue personero del fisco ante la Sociedad Recaudadora de Impuestos, cargo que renunció en mayo de 1924 para lanzar su candidatura como diputado por la provincia de Cañete, en las elecciones generales de ese año. Ganó la diputación y volvió a ser elegido en 1929. Ese mismo año viajó a España como integrante de la comisión enviada a la Exposición Universal de Sevilla. El golpe de Estado de 1930 puso fin a su mandato legislativo.
El gobierno italiano le confirió el título de Comendador de la Corona de Italia.